# Steffi Kriegerstein
Steffi Kriegerstein née le 3 novembre 1992 est une kayakiste allemande pratiquant la course en ligne.

## Palmarès

### Jeux olympiques
- 2016 à Rio de Janeiro, Brésil
  -  Médaille d'argent en K4 500m

### Championnats du monde
- 2015 à Milan, Italie
  -  Médaille d'or en K-2 1000 m en binôme avec Sabrina Hering
  -  Médaille de bronze en K-2 200 m en binôme avec Sabrina Hering